# Juju
Juju (рус. Игрушка) — четвёртый студийный альбом британской пост-панк группы Siouxsie and the Banshees, выпущенный 19 июня 1981 года на лейбле Polydor Records. Альбом был спродюсирован Найджелом Греем в британской студии Surrey Sound в городе Летерхед, находящемся в графстве Суррей.
Альбом дебютировал на 7 позиции в британском чарте UK Albums Chart и продержался на своём месте 17 недель. В поддержку альбома было выпущено два сингла: «Spellbound» и «Arabian Knights». Альбом был коммерчески успешен в Великобритании. Он был похвально встречен, особенно за нетрадиционную игру гитариста Джона Макгиоха и вокал Сьюзи Сью. Многими критиками Juju отмечается фаворитом в истории музыки, а также является самым знаковым в пост-панк направлении.

## Об альбоме
Juju ознаменовал возвращение Siouxsie and the Banshees к преимущественно гитарному звуку после экспериментов с синти-попом и психоделикой на их предыдущем альбоме, Kaleidoscope. Новым гитаристом группы, после неожиданного ухода Джона Маккея, стал Джон Макгиох, до этого игравший в Magazine и Visage. По мнению обозревателя All Music Guide, его «звенящая» гитара, единственная удерживает альбом от превращения в самый мрачный и «готический» релиз The Banshees. По словам Стива Северина, Juju стал «первым для Siouxsie and the Banshees концептуальным альбомом», основанным на «мрачных» мотивах: «Мы не планировали этого изначально, но по мере того, как он писался, мы заметили, что сквозь весь альбом красной нитью проходят определённые элементы, складывающиеся в почти что последовательное повествование».

## Отзывы критиков
Альбом был тепло встречен критиками разных музыкальных изданий. В рецензии журнала Sounds писали, что голос Сьюзи «будто обрёл новую полноту мелодий», отмечая её «богатую тёмную, сглаженность». В 2007 году он был включён в 1001 Albums You Must Hear Before You Die: «неувядающие мастера зловещего саспенса, на Juju Siouxsie and the Banshees отточили свой фирменный холодный арт-рок до предела мрачности и жёсткости».

## Влияние
В 1995 году редактор журнала Melody Maker Кэти Ансуорт назвала Juju «самым влиятельным британским альбомом на все времена».
Джонни Марр, гитарист The Smiths, признавался, что гитарная игра Макгиоха сильно повлияла на его стиль: 

Это так умно. У него есть действительно хорошая разборчивая игра, которая происходит совершенно не рок-н-ролла, и эта настоящая мелодия, которую он играет, действительно довольно таинственна.— Ноябрь, 2004. Uncut

## Список композиций
Все тексты написаны Сьюзи Сью, за исключением отмеченных, вся музыка написана Siouxsie and the Banshees (Сью, Стив Северин, Джон Макгиох, Баджи).
| №  | Название          | Текст песни | Длительность |
| -- | ----------------- | ----------- | ------------ |
| 1. | «Spellbound»      | Северин     | 3:20         |
| 2. | «Into the Light»  |             | 4:15         |
| 3. | «Arabian Knights» |             | 3:23         |
| 4. | «Halloween»       | Северин     | 3:37         |
| 5. | «Monitor»         |             | 5:33         |

| №                   | Название            | Длительность |
| ------------------- | ------------------- | ------------ |
| 6.                  | «Night Shift»       | 6:06         |
| 7.                  | «Sin in My Heart»   | 3:37         |
| 8.                  | «Head Cut»          | 4:22         |
| 9.                  | «Voodoo Dolly»      | 7:04         |
| Общая длительность: | Общая длительность: | 41:06        |

## Участники записи
| Siouxsie and the Banshees - Сьюзи Сью — вокал, гитара («Sin in My Heart») - Джон Макгиох — гитара - Стив Северин — бас-гитара - Баджи — барабаны, перкуссия | Производственный персонал - Найджел Грей — продюсер - Роб О’Коннор — арт-директор, дизайн - Томи Вроблевски — дизайн, фотограф - Джо Лайонс — фотограф |